# Желішев-Подкосьцельни
Желішев-Подкосьцельни (пол. Żeliszew Podkościelny) — село в Польщі, у гміні Котунь Седлецького повіту Мазовецького воєводства.
Населення — 134 особи (2011).
У 1975-1998 роках село належало до Седлецького воєводства.

## Демографія
Демографічна структура станом на 31 березня 2011 року:
|          | Загалом | Допрацездатний вік | Працездатний вік | Постпрацездатний вік |
| -------- | ------- | ------------------ | ---------------- | -------------------- |
| Чоловіки | 71      | 14                 | 51               | 6                    |
| Жінки    | 63      | 13                 | 38               | 12                   |
| Разом    | 134     | 27                 | 89               | 18                   |